# 兰州湾镇
兰州湾镇，是中华人民共和国新疆维吾尔自治区昌吉回族自治州玛纳斯县下辖的一个乡镇级行政单位。

## 行政区划
兰州湾镇下辖以下地区：
高桥社区、大疙瘩村、兰州湾村、下兰州湾村、王家庄村、二道树窝子村、八家户村、夹河子村、张家水磨村、头阜梁村、四阜庄村、拱拜村、下桥子村和大湾子村。